# Villegouin
Villegouin település Franciaországban, Indre megyében. Lakosainak száma 321 fő (2022. január 1.). Villegouin Argy, Buzançais, Heugnes, Palluau-sur-Indre, Pellevoisin, Préaux és Saint-Genou községekkel határos.

## Népesség
A település népessége az elmúlt években az alábbi módon változott:
| Lakosok száma | 521  | 401  | 410  | 403  | 373  | 346  | 331  | 319  | 313  | 321  |
|               | 1968 | 1982 | 1990 | 2006 | 2013 | 2015 | 2017 | 2019 | 2020 | 2022 |